# Morven, North Carolina
Morven är en kommun (town) i Anson County i North Carolina. Vid 2020 års folkräkning hade Morven 329 invånare.